# بادپرکیسه‌دارها
بادپرکیسه‌دارها (نام علمی: Petaurus) نام سرده‌ای متشکل از ۶ گونه کیسه‌دار درخت‌زی عضو تیره بادپرکیسه‌داران است. این گونه‌ها بومی استرالیا و گینه نو هستند. اعضای این سرده عبارتند از:
- بادپر شمالی، Petaurus abidi
- بادپر شکم‌زرد، Petaurus australis
- بادپر بیاک، Petaurus biacensis
- بادپر شکری، Petaurus breviceps
- بادپر ماهوگنی، Petaurus gracilis
- بادپر سنجابی، Petaurus norfolcensis